# زينل
زينل هي شركة متنوعة مقرها في جدة، المملكة العربية السعودية. تأسست زينل في عام 1973 بواسطة أبناء أحمد علي رضا الأربعة الذين كانوا يترأسون شركة آل علي رضا الشهيرة محلياً. نمت الشركة من خلال إنشاء مشاريع مشتركة متعددة مع شركات عالمية ومن خلال نهج بناء خبرتها الخاصة في مجالات الطاقة والبناء وتطوير البنية التحتية والرعاية الصحية والخدمات الصناعية وتكنولوجيا المعلومات واللوجستيات والعقارات والاستثمار العالمي. خالد علي رضا هو الرئيس التنفيذي للمجموعة.

## شركات المجموعة

### الصناعات الثقيلة
- شركة الكابلات السعودية (SCC)
- مجموعة حدادة: يقع مقرها في المدينة الصناعية الثانية في جدة، وهي تعمل على تلبية متطلبات السوق الإقليمية من صناعة الصلب.

### الرعاية الصحية
- أيه أم إي: يقع مقرها الرئيسي بجدة في مبنى زينل وهي تعمل في مجال الرعاية الصحية.
- شركة إمداد الطبية للأعمال المحدودة يقع مقرها الرئيسي في الرياض ولها فروع في جدة والخبر، وهي تعمل في مجال الطب التجميلي منذ عام 1991.[5]

### النقل واللوجستيات ومواد البناء
- المجموعة العربية السائبة للتجارة (ABT): لها فروع في جدة والخبر والرياض، وهي تعمل في مجال تجارة نقل وتجارة الاسمنت والاستثمالارات والعقارات وفي خدمات خدمات التمويل والمحاسبة والتأمين.[6]

الاستثمارات
- باينكس (الشركة العالمية لمواد البناء المحدودة): يقع مقرها الرئيسي في الخبر، ولها معارض ومستودعات في جدة والرياض والدمام، تأسست في عام 1981 بهدف خدمة الطلب المتزايد لصناعة مواد البناء والتشييد.
- شركة النقل السائبة السعودية المحدودة (SBT): لها فروع في جدة والخبر والرياض، وهي متخصصة في مجال نقل البضائع وتحارة الاسمنت والخدمات اللوجستية.
- المصنع السعودي للسقالات (SSF): وهي أول شركة من نوعها في السعودية، تقوم بتصنيع أنظمة السقالات.
- الشركة الدولية للكيماويات (ICC): لها مصنع في الجبيل، وهي متخصصة في إنتاج مجموعة شاملة من كيماويات البناء والمواد المضافة ومواد المعالجة السطحية وأنظمة الايبوكسي والملاط.

### السلع الزراعية
- شركة التجارة السائبة الزراعية: لها فروع في جدة والخبر والرياض والبريدة وجبيل، تأسست عام 1984، وتتخصص الشركة في تجارة السلع الزراعية وحبوب العلف والأسمدة.[7]

### الخدمات الصناعية
- ميباخ السعودية: يقع مكتبها الرئيسي في الخبر، ولها 40 مكتب في أكثر من 16 دولة، تأسست سنة 2011، وهي متخصصة في توفير الحلول اللوجستية التي تغطي جميع مجالات سلسلة التوريد.
- المجموعة العربية للخدمات: ويقع مقر المجموعة في الخبر، وهي تعمل في مجال إدارة الممتلكات والسياسات والتوجيه والدعم للخدمات المالية وتكنولوجيا المعلومات والإدارة والخدمات اللوجستية لشركات المجموعة التابعة.
- أس أس أو سي تريكان: يقع مكتب الشركة في الخبر، وهي تقدم خدمات التشغيل والصيانة وتوريد القوى العاملة للمطارات والموانئ البحرية ومنشأت صناعية والبلديات والمؤسسات التعليمية.[8]
- ايكوم العربية: يقع مقرها الرئيسي في أبو ظبي ولها مكاتب في الخبر وجدة والرياض وأبو ظبي ودبي والعين والدوحة ومدينة الكويت وبيروت ومسقط ومنامة وبغداد. وهي توفر خدماتها في مجال الهندسة المعمارية وهندسة البناء وخدمات البناء والتصميم والتخطيط والاقتصاد والطاقة والبيئة والحكومات وستشارات تكلفة المشاريع وإدارة المشاريع والنقل والمياه.[9]
- شركة كرم للخدمات الفيدرالية المحدودة
- الكرم العربي